# Deuteronomos maculosa
Deuteronomos maculosa là một loài bướm đêm trong họ Geometridae.